# Good Planets Are Hard to Find
Good Planets Are Hard to Find is het vijfde studioalbum van het Deens-Zweedse ensemble Øresund Space Collective. Het album is tot stand gekomen uit een aantal jamsessies in de Black Tomato-studio van de band in Kopenhagen. In 2014 verscheen het album op dubbele vinyl na in 2009 al op cd te zijn verschenen.

## Productie
Het album bestaat uit een zestal nummers die werden opgenomen tijdens de jamsessies die gehouden werden op 5 en 6 oktober van 2007. Met name het eerste alsook het laatste nummer worden gekenmerkt door de sitargitaar die werd bespeeld door KG West, bekend van de band Siena Root. Het album werd in meerdere fases afgemixt door Steve Hayes in diens eigen studio, Salad Farm Studio, in Ohio, Verenigde Staten. Het album werd gemasterd in december 2008 door Arvato Digital Services in Göteborg. 

## Ontvangst
Alex Torres van Sea of Tranquility vond het gehalte 'echte Spacerockmuziek' op dit album tegenvallen, evenals de volgens de band zelf meer melodische kant van hun instrumentale improvisaties werden door hem matig echt melodieus bevonden. Hij gaf het album 2 en halve sterren. 

## Nummers
| Nr. | Titel                         | Duur  |
| --- | ----------------------------- | ----- |
| 1.  | Good Planets Are Hard to Find | 9:43  |
| 2.  | Space Fountain                | 8:51  |
| 3.  | Orbital Elevator              | 16:12 |
| 4.  | PP746-3                       | 19:35 |
| 5.  | My Heel Has a Beard           | 6:01  |
| 6.  | MTSST                         | 19:28 |

## Personeel

### Bezetting
- Peter Ib en Luz – slagwerk;
- Thomas Carstensen en Jocke Jönsson – basgitaar;
- Tobbe Wulff - gitaar;
- Mogens Pedersen - synthesizers, elektronisch orgel (hammondorgel), effecten;
- KG West - sitar, elektronisch orgel (hammondorgel);
- Scott Heller (Dr. Space) - synthesizer;
- Steve Hayes - synthesizers op nummer 3

### Productie
- Hendrik Udd, master
- Steve Hayes, mix